# 伊迪馬·安東尼奧·比高利
伊迪馬·安東尼奧·比高利（Edemar Antonio Picoli，1972年4月28日—）一般称作比高，生于聖卡塔琳娜州，退役巴西职业足球运动员。曾效力于香港甲組足球联赛球会東方队。現在巴西擔任足球教練。